# Zadnie Koło

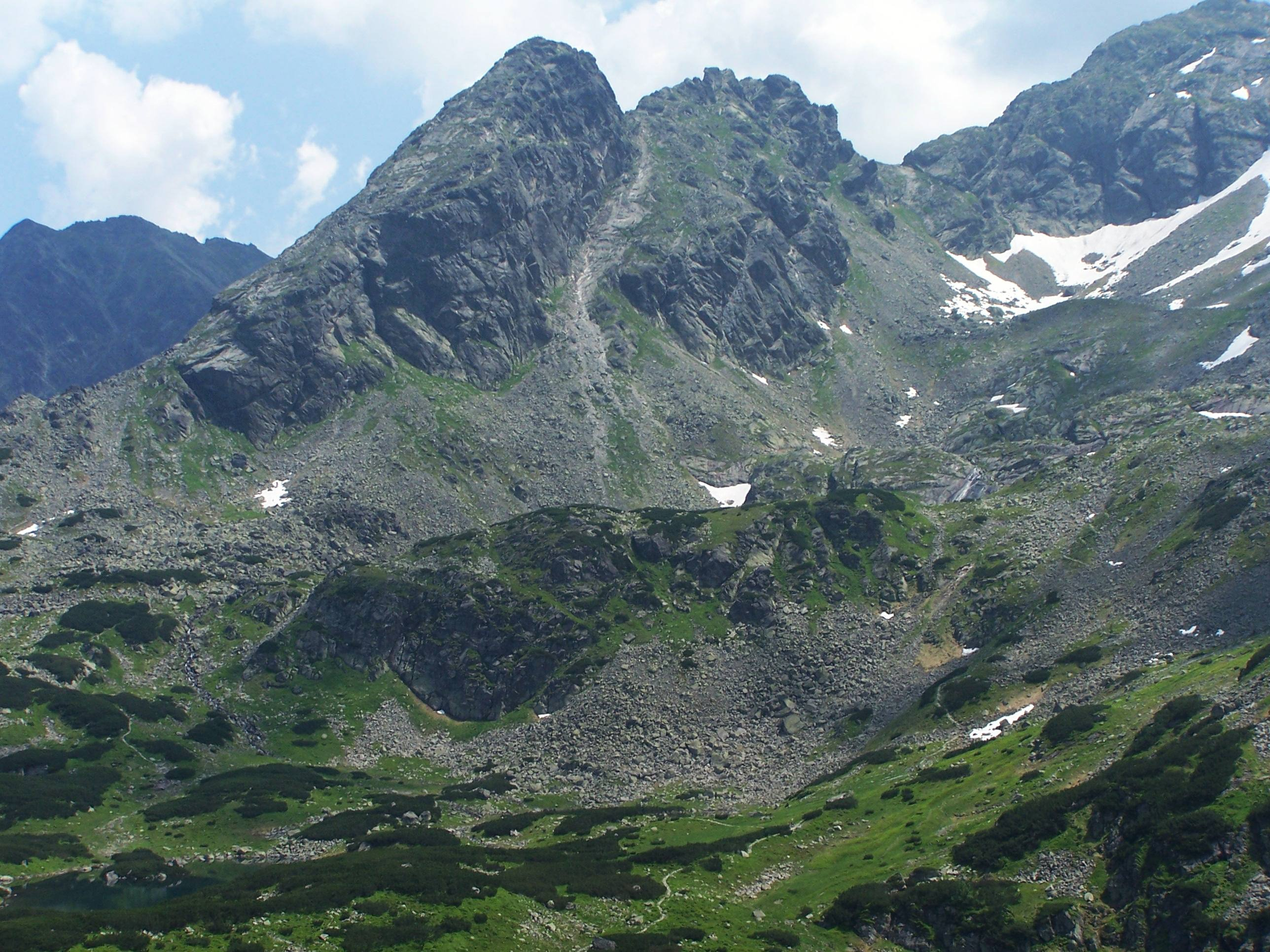
Kościelec, Zadni Kościelec i Zadnie Koło poniżej zaśnieżonej Mylnej Kotlinki

Zadnie Koło (ok. 1900–2000 m n.p.m.) – zawalony rumowiskiem głazów teren w górnym piętrze Doliny Zielonej Gąsienicowej w polskich Tatrach Wysokich. Znajduje się powyżej Zadniego Stawu Gąsienicowego, a poniżej Mylnej Kotlinki. Od wschodniej strony opiera się o Grań Kościelców, od zachodniej o urwiska Świnicy. Nie prowadzi przez niego żaden szlak turystyczny i znajduje się na obszarze ochrony ścisłej.